# Oteiza acuminata
Oteiza acuminata là một loài thực vật có hoa trong họ Cúc. Loài này được La Llave mô tả khoa học đầu tiên năm 1832.